# Jan Chlup
Jan Chlup (22. listopadu 1889 Boskovice – 8. dubna 1968 Brno) byl moravský učitel, sociální a osvětový pracovník. Roku 1919 spoluzaložil a provozoval sanatorium v usedlosti Kociánka v Brně-Králově Poli, první specializovaný ústav pro tělesně postižené na Moravě a ve Slezsku.

## Život
Narodil se v Boskovicích do početné rodiny zřízence berního úřadu Mořice Chlupa. Po studiích působil od roku 1909 jako učitel, účastnil se veřejného, kulturního a sokolského života ve městě. V dubnu 1916 se v rodných Boskovicích oženil s Pavlou Morávkovou, dcerou stolaře.
Po vzniku Československa se roku 1919 se výrazně podílel na vybudování specializovaného zařízení pro tělesně postižené děti, rodící se pod záštitou Zemského spolku pro léčbu a výchovu mrzáčků na Moravě, podporovaného mj. Alicí Masarykovou. Ústav vznikl v útrobách usedlosti Kociánka v Brně-Králově Poli s kapacitou 180 lůžek. Ve své pedagogické koncepci byl Chlup výrazně inspirován obdobným ústavem v Praze vedeným prof. Rudolfem Jedličkou.
V roce 1945 byl zaměstnán na Ministerstvu obrany, práce a sociální péče v Praze, kde se věnoval problematice handicapovaných.
Zemřel 8. dubna 1968 v Brně ve věku 78 let. Pohřben byl na hřbitově v Brně-Králově Poli. 
Roku 1969 byl v parku na Kociánce odhalen jeho pomník s bustou. Roku 1995 po něm byla pojmenována jedna z ulic v Brně, Chlupova. Roku 2019 byl in memoriam oceněn Cenou města Brna.
Jeho příbuzným, pravděpodobně bratrem, byl vysokoškolský pedagog Otokar Chlup. 